# Basquetebol nos Jogos Pan-Americanos de 1983
A competição do basquetebol nos Jogos Pan-americanos de 1983 aconteceram em Caracas, Venezuela.
Com nove participantes, os Estados Unidos, que levaram uma equipe formada por jovens universitários em que o destaque era ninguém menos que Michael Jordan, conquistaram o oitavo título.